# 拉韦里耶尔站
拉韦里耶尔站是法国的一个铁路车站，位于法国法兰西岛大区新城伊夫林地区圣康坦，因地处"拉韦里耶尔"境内而得名，是法兰西岛大区铁路系统的一部分，属于第五收费区（法語：Zone 5）。

## 位置
拉韦里耶尔站位于拉韦里耶尔市区的内，巴黎－布雷斯特铁路32.209公里处。车站大致呈东北-西南走向，主站房位于铁路线西北侧。
尽管拉韦里耶尔站位于巴黎－布雷斯特铁路正线上，但该站仅停靠区域列车。前往该铁路朗布依埃以远方向的乘客需前往朗布依埃站联程中转。

## 站台设置
| 西北↑ |      |  | 主站房 |
|       | 侧式 |  |        |
| 2道   |      |  |        |
| 2b道  |      |  |        |
|       | 岛式 |  |        |
| 1b道  |      |  |        |
| 1道   |      |  |        |
|       | 侧式 |  |        |
| 东南↓ |      |  |        |

## 停靠线路
以下列车线路在拉韦里耶尔站停靠：
| 拉韦里耶尔站列车线路表 |        |           |          |          |
| 起点                   | 上一站 | 线路      | 下一站   | 终点     |
| 巴黎蒙帕纳斯           | 特拉普 | [T] · [N] | 夸尼耶尔 | 朗布依埃 |
| 拉德芳斯               | 特拉普 | [T] · [U] | （终点） | （终点） |

## 配套交通

### 长途客车
| 停靠拉韦里耶尔站的大巴车  |                             |                                                                                       |
| 上下车地点                | 运营单位                    | 主要线路及目的地                                                                      |
| 拉韦里耶尔站 （车站北侧） | 法国交通发展集团 (朗布依埃) | 12 特拉普 · 埃朗库尔 · 普莱西尔 · 塔夸尼耶尔 · 伊夫林地区勒佩赖 · 欧法日斯 · 朗布依埃 |
| 拉韦里耶尔站 （车站北侧） | 法国交通发展集团 (乌当)     | 61 蒙福尔拉莫里 · 茹阿尔蒙沙尔特兰 · 莫尔德河畔勒特朗布莱 · 马雷伊勒吉永 · 塔夸尼耶尔 |
| 拉韦里耶尔站 （车站北侧） | 舍夫勒斯河谷汽车服务        | 39.17 勒梅尼勒圣但尼 · 圣福尔热 · 舍夫勒斯 · 圣雷米莱舍夫勒斯站                       |
| 拉韦里耶尔站 （车站北侧） | (N)                         | 特拉普 · 伊夫林地区圣康坦 · 凡爾賽 · 维罗夫莱 · 布洛涅-比扬古 · 巴黎 ·                |
| 1. 2. 3.                  |                             |                                                                                       |

此外，当某条铁路线施工或罢工时，SNCF可能也会提供途径该线路沿途站点的大巴车。

### 城市公共交通
| 拉韦里耶尔站附近的市内公共交通线路 |                   |                              | |
| 公交车站名称                       | 位置              | 运营单位                     | 停靠线路 |
| 拉韦里耶尔火车站                   | 拉韦里耶尔站 北侧 | 伊夫林地区圣康坦城市公共交通 | 417 特拉普-火车站 ↔ 拉韦里耶尔-火车站 420 拉韦里耶尔-火车站 ↔ 特拉普-皮萨卢 422 拉韦里耶尔-火车站 ↔ 埃朗库尔-山岭 423 拉韦里耶尔-火车站 （逆时针单向环线，经夸尼耶尔） 424 拉韦里耶尔-火车站 （顺时针单向环线，经夸尼耶尔） 459 拉韦里耶尔-火车站 ↔ 埃朗库尔-法兰西微缩景观公园 |
| 拉韦里耶尔火车站                   | 拉韦里耶尔站 南侧 | 伊夫林地区圣康坦城市公共交通 | 402 特拉普-火车站 ↔ ↗拉韦里耶尔-火车站 ↘勒梅尼勒圣但尼-圣泰蕾兹初级中学 415 勒梅尼勒圣但尼-勒梅尼勒广场 ↔ 布瓦达尔西-梅列斯-克鲁瓦博内 448 蒙蒂尼勒布勒托讷-圣弗朗索瓦达西斯初级中学 ↔ 勒梅尼勒圣但尼-梅尼勒广场                                                                |
| 1. 2. 3.                           |                   |                              | |

### 社会车辆
拉韦里耶尔站附近设有综合社会车辆停车楼。

## 临近车站
| 拉韦里耶尔站（Gare de La Verrière） |                    |                    |
| 上行车站                            | 线路               | 下行车站           |
| 特拉普站 5.1km ←                    | 巴黎－布雷斯特铁路 | 夸尼耶尔站 → 2.1km |
| - 本表仅显示运营中的线路及车站      |                    |                    |